# Hermannia complicata
Hermannia complicata är en malvaväxtart som beskrevs av Adolf Engler. Hermannia complicata ingår i släktet Hermannia och familjen malvaväxter. Inga underarter finns listade i Catalogue of Life.